# Juli 2014
| Juli 2014 |
| Månader under 2014: Januari · Februari · Mars · April · Maj · Juni · Juli · Augusti · September · Oktober · November · December ← December 2013 · Januari 2015 → |

## Händelser

### 1 juli
- En halv miljon invånare i Hongkong protesterar mot regimen i Kina efter ett tal då man sagt att man vill utöka sin makt i området.[1]

### 5 juli
- Sarah Sjöström sätter nytt världsrekord på distansen 50 meter fjäril med över 6 decisekunder.[2]

### 11 juli
- Dramatikern och regissören Carin Mannheimer, som bland annat gjort TV-serien Svenska hjärtan, avlider.

### 13 juli
- Tyskland vinner Fotbolls-VM 2014 genom finalseger mot Argentina med 1–0.

### 15 juli
- En tunnelbaneolycka i Moskva dödar 21 personer och skadar 160.

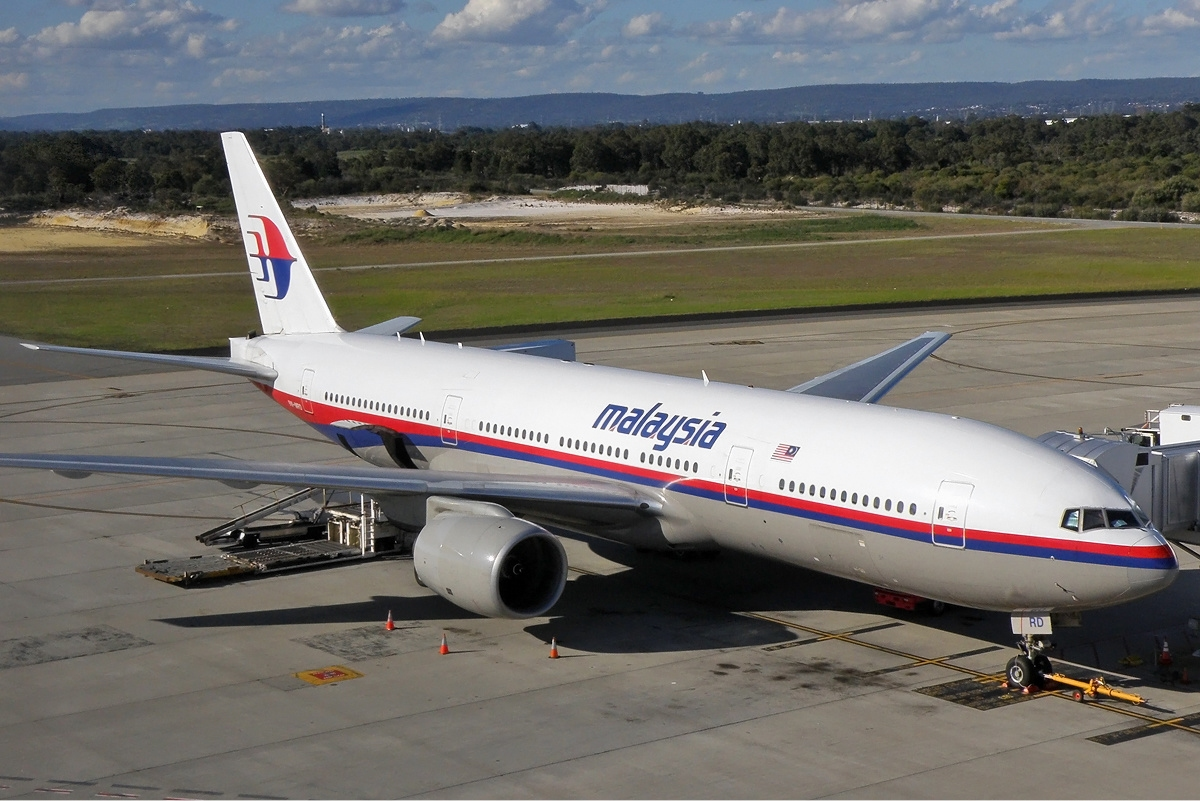
Planet som användes för Malaysia Airlines Flight 17.

### 17 juli
- Malaysia Airlines Flight 17 havererar i östra Ukraina; samtliga 298 personer ombord omkommer.

### 19 juli
- Rapports första nyhetsankare Ingemar Odlander avlider, 78 år gammal.

### 28 juli
- Stockholm Pride invigs.

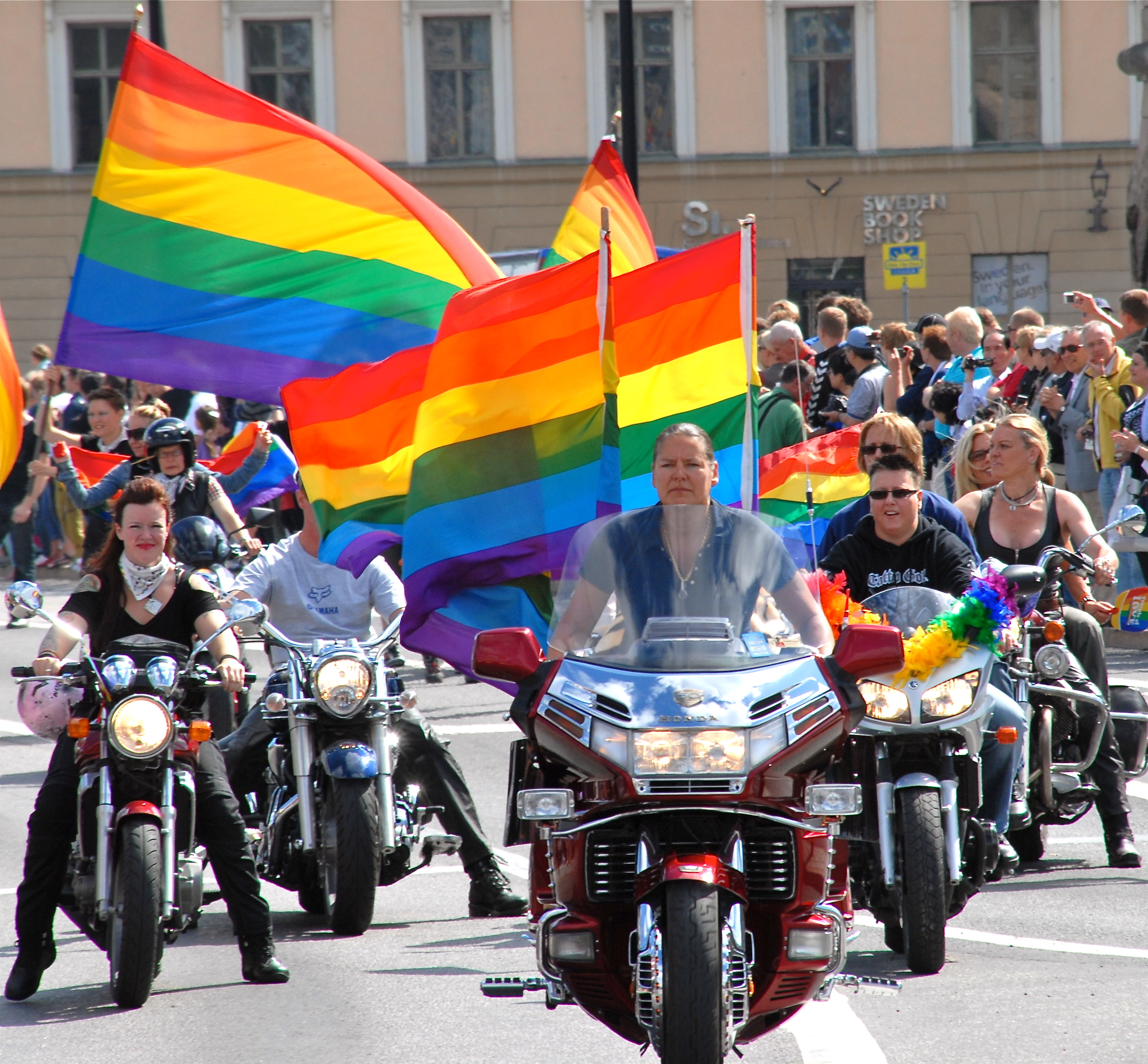
Prideparaden 2010.

- Etthundra år har gått sedan första världskriget inleddes genom Österrike-Ungerns invasion av Serbien.